# 库伯勒-罗丝模型
庫伯勒-羅絲模型（英語：Kübler-Ross model）描述人对待哀伤与灾难过程中的五个独立阶段。绝症患者被认为会经历这些阶段。这一模型是伊麗莎白·庫伯勒-羅絲在她1969年出版的“论死亡与临终”（On Death and Dying）一书中提出的。这五個階段后来广泛流传，被称作“悲傷五階段”（Five Stages of Grief）。

## 五个阶段
库伯勒-罗丝模型五个阶段包括：
1. “否认”：“不会吧，不可能啊！”、“不是一直以來都好好的嗎？”。
2. “愤怒”：“為什麼是我？这不公平！”、“我能怪誰啊？”。
3. “恳求”：“让我活着看到我的儿子毕业就好。求你了，再给我几年时间吧！”、“要怎么做才能回来？只要是我能做的，我什么都愿意做。”。
4. “沮喪”：“唉，干嘛还要管这些事啊？反正我都要死了。”、“我不想活了，活著还有什么意义。”。
5. “接受”：“好吧！既然我已经没法改变这件事了，我就好好准备後事吧！”。

库伯勒-罗丝把该模型应用到所有灾难性的个人损失上（工作、收入、自由），也包括親友逝去、离婚等情形。她也提出这些阶段不一定按特定顺序发生，病人也不一定会经历其中所有阶段，但是她认为病人至少会经历其中两个阶段。